# Мильниченко, Сергей Григорьевич
Серге́й Григо́рьевич Мильниче́нко (род. 13 июля 1966, Томск) — российский музыкант, музыкальный продюсер.

## Биография
Сергей окончил томское ПТУ № 6 по ремонту теле- и радиооборудования, однако в 15-летнем возрасте увлёкся игрой на бас-гитаре в группе «Парадокс» вместе с гитаристом Игорем Жирновым. После нескольких лет игры на различных площадках его интересы смещаются в область аранжировок. Учился в Томском культпросветучилище и окончил три курса Кемеровского института искусств. Работал аранжировщиком и саунд-продюсером в группе «На-На». Был сопродюсером Андрея Губина, участвовал в записи альбома певицы Жасмин «Перепишу любовь» в 2001 году. С 2000 года сотрудничает в качестве аранжировщика с Ириной Алегровой, Максимом Галкиным, Ф. Киркоровым, Т. Повалий. Выступал в качестве продюсера, автора стихов, музыки и аранжировщика группы «Fantasy».
С 2005 года продюсер группы «Ранетки» которую собрал, дав в Интернет объявление о поиске молодых и талантливых юношей и девушек 14-17 лет. Сотрудничает с такими исполнителями как Владимир Асмолов, Михаил Михайлов, Филипп Киркоров, Владимир Кузьмин, Наталья Москвина, также писал музыку к телевизионным сериалам «Кадетство», «Ранетки», «Я лечу», «Последний аккорд», писал музыку для телепрограмм на каналах «СТС», «НТВ», «Россия». Продюсировал музыкальные шоу-программы: «СТС зажигает суперзвезду-2», «Школа музыки» на «Ю», продюсер групп «Ранетки», «Пудра», «PINK-4-PINK», Дмитрия Прянова, «Кролики» и «Воробьи».

## Личная жизнь
Первая жена — Оксана Цветкова. Дочь Анастасия (1989 г.р.)
Вторая жена — Лариса Алина, солистка группы Fantasy. Дочь Рассвета (1998 г.р.) — солистка группы «Пудра»
Третья жена — Наталья Щелкова (Мильниченко), гитаристка и бэк-вокалистка группы Ранетки, поженились в октябре 2009 года. Дочери Рассказа (20 ноября 2011 г.р.), Ива (2013 г.р.)

## Фильмография
Композитор
- 2008 — Я лечу
- 2008 — Ранетки
- 2011 — Ранетки Последний аккорд

### Телевидение
- СТС:
  - «Комедийный клуб „Полшестого“» (2002)
  - «Большой Куш» (2002—2003)
  - «Детали» (2003—2007)
  - «Утро с Киркоровым» (2003—2005)
  - «Хорошие шутки» (2004—2006)
  - «Кино в деталях» (с 2004 года)

- Теленяня:
  - «Ребята и зверята» (2007—2008)